# توم فاريل
توم فاريل هو سياسي كندي، ولد في 25 نوفمبر 1924 في سلايغو في جمهورية أيرلندا، وتوفي في 14 أبريل 2012. حزبياً، نشط في حزب المحافظين التقدمي في نيوفندلاند ولابرادور ‏.